# Bletchley Park
Bletchley Park es el nombre de una instalación militar localizada en Buckinghamshire, Inglaterra, en la que se realizaron los trabajos de descifrado de códigos alemanes durante la Segunda Guerra Mundial. Recibe su nombre de la mansión victoriana que domina el enclave. La primera computadora Colossus fue diseñada y construida en Bletchley Park, y permitió romper los códigos de la máquina alemana Enigma. Gran parte de su personal, en torno al 75 %, fueron mujeres, entre ellas la matemática Ann Mitchell.

## Uso militar
Al inicio de la guerra, el producto del Bletchley Park tenía por nombre en clave «Boniface», para dar la impresión a los no iniciados de que la fuente era un agente secreto. Tal fue el secreto alrededor de los informes de «Boniface» que «sus» informes se llevaron directamente a Winston Churchill en una caja cerrada con llave de la cual el primer ministro tenía personalmente una copia. La información así producida fue denominada «Ultra».

## Uso actual
El lugar es ahora un museo localizado en la ciudad de Bletchley, cerca de Milton Keynes, Buckinghamshire, Inglaterra a 80 kilómetros al norte de Londres. 
En este enclave desarrolló su actividad como criptoanalista el matemático Alan Turing, cuyo archivo permanece en la mansión y recientemente ha sido comprado para conservarlo.

## Recreaciones
Hay varias novelas que recrean los hecho acaecidos en el complejo:
- Criptonomicón de Neal Stephenson.
- Codebreakers: The Inside Story of Bletchley Park, editada por F. H. Hinsley y Alan Stripp. Oxford University Press, 1993.
- El código rosa, de Kate Quinn. Harper Collins, 2022